# 兵庫インパルス
兵庫インパルス（ひょうごインパルス、英: Hyogo Impulse）は、かつて存在した日本のバスケットボールチーム。活動拠点は兵庫県芦屋市。西宮ストークス（現: 神戸ストークス）の下部組織として活動していた。

## 歴史
学校法人芦屋学園運営の下、芦屋大学の学生が中心となって結成され、2014年度より開始されたbjチャレンジリーグ（後のカンファレンスゲーム）に参戦した。
2016年からは同じ兵庫県からB.LEAGUEに参加する西宮ストークスの下部組織として活動することが発表された。
12月17日、B3リーグを目指す和歌山トライアンズと「和歌山トライアンズリバイバルマッチ」の名目で対戦。
2017年、兵庫クラブ連盟に登録。
2020年、解散。

## 選手とスタッフ

### スタッフ
| 役職               | 名前               | 生年 | 出身 | 前所属 |
| ヘッドコーチ       | ゲイリー・コルソン |      |      |        |
| アシスタントコーチ | 東松弘純           |      |      |        |
| アシスタントコーチ | 柴田享祐           |      |      |        |
| テクニカルコーチ   | 勝又英樹           |      |      |        |
| アドバイザー       | 小川忠晴           |      |      |        |

### 選手
| No. | 名前       | P  | 生年 | 身長、体重    | 出身                     | 前所属             |
| 0   | 近藤海斗   | PG | 1996 | 170 cm、60 kg | 兵庫県                   | 神戸商業高校卒業   |
| 3   | 辻佑樹     | G  | 1997 | 165 cm、57 kg | 京都府                   | 京都市立神川中学校 |
| 5   | 大垣慶将   | G  | 1996 | 175 cm、74 kg | 神奈川県                 | 伊丹北高校         |
| 7   | 北森郁哉   | F  | 1995 | 187 cm、78 kg | 三重県                   | エヴェッサカレッジ |
| 13  | 星原卓     | G  | 1995 | 162 cm、58 kg | 大阪府                   | エヴェッサカレッジ |
| 14  | 岡本貴彦   | G  | 1993 | 172 cm、70 kg | 鳥取県                   | 鳥取東高校         |
| 24  | 立山魁斗   | G  | 1996 | 165 cm、60 kg | 大阪府                   | 東住吉総合高校     |
| 33  | 柴田ジョン | F  | 1993 | 183 cm、86 kg | アメリカ合衆国・ハワイ州 | 熊本ヴォルターズ   |
| 39  | 伊藤大希   | G  | 1995 | 167 cm、68 kg | 大阪府                   | 茨木西高校         |